# Liste der Baudenkmäler in Heroldsbach
Auf dieser Seite sind die Baudenkmäler in der oberfränkischen Gemeinde Heroldsbach zusammengestellt. Diese Tabelle ist eine Teilliste der Liste der Baudenkmäler in Bayern. Grundlage ist die Bayerische Denkmalliste, die auf Basis des Bayerischen Denkmalschutzgesetzes vom 1. Oktober 1973 erstmals erstellt wurde und seither durch das Bayerische Landesamt für Denkmalpflege geführt wird. Die folgenden Angaben ersetzen nicht die rechtsverbindliche Auskunft der Denkmalschutzbehörde.

## Baudenkmäler nach Gemeindeteilen

### Heroldsbach
| Lage                                                                               | Objekt | Beschreibung | Akten-Nr.              | Bild           |
| ---------------------------------------------------------------------------------- | --- | --- | ---------------------- | -------------- |
| Hauptstraße 7 (Standort)                                                           | Ehemaliges Kuratenhaus | Villenartiger, zweigeschossiger Mansardhalbwalmdachbau mit Zwerchgiebel und Türmchen, barockisierender Heimatstil, bezeichnet mit „1916“. | D-4-74-135-21          | BW             |
| Hauptstraße 15 a (Standort)                                                        | Katholische Pfarrkirche St. Michael | Turm um 1438, Kirchenneubau nach Plänen von Franz Xaver Ruepp, Nürnberg, 1895, neuromanisch; mit Ausstattung.                             | D-4-74-135-1 Wikidata  | weitere Bilder |
| Hauptstraße 24, an der Abzweigung Hauptstraße, Ecke Wimmelbacher Straße (Standort) | Kruzifix, Wegkreuz | Sandsteinpfeiler mit aufgesetztem Gusseisenkruzifix, 19. Jahrhundert.                                                                     | D-4-74-135-20 Wikidata | BW             |
| Nähe Hauptstraße, an der Straße nach Poppendorf (Standort)                         | Steinkreuz | Quer zur Straße stehendes Sandsteinkreuz, linker Kreuzarm fehlt, 16./17. Jahrhundert.                                                     | D-4-74-135-4 Wikidata  | BW             |
| Hausener Straße 2 (Standort)                                                       | Ehemalige Güterhalle, zugleich Empfangsgebäude des Bahnhofs Heroldsbach an der aufgelassenen Eisenbahnlinie Forchheim–Höchstadt an der Aisch | Verbretterte Holzarchitektur mit Flachsatteldach und Laderampe, 1892.                                                                     | D-4-74-135-18 Wikidata | BW             |
| Löffelholzweg 3; Löffelholzweg 5 (Standort)                                        | Ehemaliges Schloss der von Varchtel, später der Freiherren von Löffelholz, heute Forsthaus                                                   | Dreigeschossiger Sandsteinquaderbau mit Mansarddach, 16.–18. Jahrhundert; mit Ausstattung.                                                | D-4-74-135-2 Wikidata  | BW             |
| Löffelholzweg 3; Löffelholzweg 5 (Standort)                                        | Einfriedung | Sandsteinquadermauer, 18. Jahrhundert | D-4-74-135-2 Wikidata  | BW             |
| Löffelholzweg 5 (Standort)                                                         | Nebengebäude des Schlosses | Zweigeschossiger Halbwalmdachbau aus Sandsteinquadermauerwerk, Wappen über dem rundbogigen Eingang, 17. Jahrhundert.                      | D-4-74-135-3 Wikidata  | BW             |
| Ringstraße 11 (Standort)                                                           | Wegkapelle | Kleiner Anbau an ein Wirtschaftsgebäude, erste Hälfte 19. Jahrhundert.                                                                    | D-4-74-135-11 Wikidata | BW             |

### Oesdorf
| Lage                                                                         | Objekt                            | Beschreibung | Akten-Nr.              | Bild |
| ---------------------------------------------------------------------------- | --------------------------------- | --- | ---------------------- | ---- |
| Am Forsthaus 2 (Standort)                                                    | Ehemaliges Forsthaus              | Zweigeschossiger giebelständiger Satteldachbau mit Fachwerkgiebel, 18. Jahrhundert, 1864 verändert | D-4-74-135-19 Wikidata | BW   |
| Am Forsthaus 2 (Standort)                                                    | Scheune                           | Fachwerkscheune, um 1800. | D-4-74-135-19          | BW   |
| Aschenäckerweg; Nähe Frankenstraße; Wässerwiesen (Standort)                  | Marter                            | Sandsteinsäule auf hochrechteckigem Sockel, vierseitiger Aufsatz, 17./18. Jahrhundert; Reliefplatten 1986 erneuert.                                                                                      | D-4-74-135-6 Wikidata  | BW   |
| Frankenstraße 5 (Standort)                                                   | Katholische Filialkirche St. Veit | Einfacher unverputzter Sandsteinquaderbau mit polygonalem Chorabschluss und Dachreiter, wohl zweite Hälfte 15. Jahrhundert, 1953 Verlängerung des Langhauses um eine Achse nach Westen; mit Ausstattung. | D-4-74-135-5 Wikidata  | BW   |
| Nähe Frankenstraße, an der Straße nach Forchheim bei dem Friedhof (Standort) | Kruzifix                          | Gusseisernes Kreuz mit Korpus auf Sandsteinsockel, Ende 19. Jahrhundert. | D-4-74-135-7 Wikidata  | BW   |

### Poppendorf
| Lage                                                     | Objekt                   | Beschreibung | Akten-Nr.              | Bild           |
| -------------------------------------------------------- | ------------------------ | --- | ---------------------- | -------------- |
| Großbaumäcker, an der Straße nach Heroldsbach (Standort) | Wegkapelle               | Kleiner verputzter Massivbau, bezeichnet mit „1886“; mit Ausstattung. | D-4-74-135-10 Wikidata | BW             |
| St.-Georgen-Straße 10 (Standort)                         | Ehemals Schulhaus        | dreiteiliger Baukörper über zweifach gewinkeltem Grundriss mit zweigeschossigem Walmdachbau mit Standerker, eingeschossigem Mansarddachbau mit Halbwalm und eingeschossigem Frackdachbau, Erdgeschoss Sandsteinquader, Obergeschoss und Mansarde verputzt, im Reformstil, 1921–25 | D-4-74-135-24          | BW             |
| St.-Georgen-Straße 10 (Standort)                         | Pumpbrunnen              | gemauerter Schacht mit rundem Sandsteintrog, gleichzeitig. | D-4-74-135-24          | BW             |
| St.-Georgen-Straße 18 (Standort)                         | Katholische Filialkirche | Gedrungener Bau, Chorturmanlage wohl um 1300, Chorturm 15. Jahrhundert neu aufgeführt, Obergeschoss wohl 1629; mit Ausstattung. | D-4-74-135-8 Wikidata  | weitere Bilder |
| St.-Georgen-Straße 18, bei der Kirche (Standort)         | Marter                   | Sandsteinsäule auf schmalem hochrechteckigem Sockel, vierseitiger Aufsatz, Relieftafeln erneuert, bezeichnet mit „1748“. | D-4-74-135-9 Wikidata  | BW             |

### Thurn
| Lage                               | Objekt                                         | Beschreibung | Akten-Nr.              | Bild           |
| ---------------------------------- | ---------------------------------------------- | --- | ---------------------- | -------------- |
| Schloßplatz 1 (Standort)           | Schloss, ehemalige mittelalterliche Wasserburg | Zerstört 1638, ausgebaut zur barocken Schlossanlage 1728 und vor allem 1747–56 durch Johann Jakob Michael Küchel, dreigeschossiger Massivbau mit Satteldach, umgeben von Graben; mit Ausstattung | D-4-74-135-12 Wikidata | weitere Bilder |
| Schloßplatz 1 (Standort)           | Gartenanlage                                   | mit Gartenpavillon von 1766, Gartenfiguren aus der Werkstatt von Ferdinand Dietz | D-4-74-135-12          | BW             |
| Schloßplatz 2 (Standort)           | Gärtnerwohnhaus                                | 1758 | D-4-74-135-12          | BW             |
| Schloßplatz 1 (Standort)           | Wirtschaftsgebäude                             | langgestreckter Walmdachbau, um 1758 | D-4-74-135-12          | BW             |
| Schloßplatz 1 (Standort)           | Hofbrunnen                                     | mit Neptunfigur, drittes Viertel 18. Jahrhundert | D-4-74-135-12          | BW             |
| Schloßplatz 1 (Standort)           | Gartenmauer                                    | zwischen Wirtschaftsgebäude, Gärtnerwohnung und Gartenpavillon, Sandsteinquader, von Kugeln gekrönt                                                                                              | D-4-74-135-12          | BW             |
| Schloßplatz 1 (Standort)           | Brücke                                         | über den Wassergraben, 18. Jahrhundert | D-4-74-135-12          | BW             |
| Schloßplatz 4 (Standort)           | Bauernhaus                                     | Erdgeschossiger Sandsteinquaderbau mit Fachwerk, 18./frühes 19. Jahrhundert | D-4-74-135-13 Wikidata | BW             |
| Schloßplatz 4 (Standort)           | Scheune                                        | angebaut Fachwerkstadel, 17. Jahrhundert, mit Dachreiter | D-4-74-135-13          | BW             |
| Schloßstraße 2 (Standort)          | Bildstock                                      | Sandsteinsäule auf Sockel mit vierseitigem Aufsatz und Bildnische, von eisernem Doppelkreuz bekrönt, erste Hälfte 17. Jahrhundert.                                                               | D-4-74-135-15 Wikidata | BW             |
| Untere Hauptstraße 23 (Standort)   | Marienstatue                                   | Marienfigur in einer kleinen Kapelle, 18. Jahrhundert. | D-4-74-135-16 Wikidata | BW             |
| Nähe Untere Hauptstraße (Standort) | Christusfigur                                  | Halbfigurige Darstellung, Christus als Weltenherrscher mit Stab und Reichsapfel, Sandstein, zweite Hälfte 19. Jahrhundert.                                                                       | D-4-74-135-17 Wikidata | BW             |

## Abgegangene Baudenkmäler
In diesem Abschnitt sind Objekte aufgeführt, die früher einmal in der Denkmalliste eingetragen waren, jetzt aber nicht mehr existieren, z. B. weil sie abgebrochen wurden. Aktennummern in diesem Abschnitt sind ehemalige, jetzt nicht mehr gültige Aktennummern.

| Lage                             | Objekt     | Beschreibung                                                                           | Akten-Nr.              | Bild |
| -------------------------------- | ---------- | -------------------------------------------------------------------------------------- | ---------------------- | ---- |
| Thurn Schloßstraße 18 (Standort) | Bauernhaus | Erdgeschossiger Wohnstallbau, Sandsteinquader verputzt, Halbwalmdach, 18. Jahrhundert. | D-4-74-135-14 Wikidata | BW   |